# Liste des installations nucléaires françaises

Carte des centrales nucléaires, usines de retraitement et centres de stockage

La liste des installations nucléaires françaises recense les installations ayant en France le statut d'Installation nucléaire de base (INB) et autorisées en tant que telles par l'Autorité de sûreté nucléaire et de radioprotection (ASNR). Elles sont classées par exploitant, nature d'exploitation, puis site. Les installations nucléaires de base secrètes (INBS) ne font pas partie de cette liste.
Au 31 décembre 2024, le nombre d’INB en « exploitation » est de 120, et 26 installations ont été complètement démantelées et « déclassées ».

## Installations en exploitation
Fin 2024, on dénombrait 120 installations nucléaires de base en « exploitation », dont 84 opérationnelles et 36 en cours de démantèlement (à l'arrêt définitif ou confinées).

### Installations opérationnelles
| Exploitant                  | Nature de l’installation                                  | Dénomination de l’installation | N° INB | Commune d'implantation    | Département | Déclarée le       | Autorisée le      | Observations |
| --------------------------- | --------------------------------------------------------- | --- | ------ | ------------------------- | ----------- | ----------------- | ----------------- | --- |
| ANDRA                       | Stockage de substances radioactives                       | Centre de stockage de la manche (CSM) | 66     | La Hague                  | 50          | 19.06.69          | 22.06.69          | Changement d’exploitant : décret du 24.03.95 (J.O. du 26.03.95) Modification : décret du 10.01.03 (J.O. du 11.01.03) |
| ANDRA                       | Stockage en surface de substances radioactives            | Centre de stockage de l'Aube (CSA) | 149    | Bar-sur-Aube              | 10          | 04.09.89          | 06.09.89          | Changement d’exploitant : décret du 24.03.95 (J.O. du 26.03.95). Modification : décret du 10.08.06 (J.O. du 11.08.06) |
| CIS Bio International       | Fabrication ou transformation de substances radioactives  | Usine de production de radioéléments artificiels (UPRA) (Saclay) | 29     | Gif-sur-Yvette            | 91          | 27.05.64          |                   | Changement d’exploitant : décret n°2008-1320 du 15.12.08 (JO du 17.12.08) |
| CEA                         | Conditionnement et entreposage de substances radioactives | CEDRA (Cadarache) | 164    | Saint-Paul-lès-Durance    | 13          | 04.10.04          | 05.10.04          | |
| CEA                         | Conditionnement et entreposage de substances radioactives | Atelier de gestion avancée et de traitement des effluents (AGATE) (Cadarache)                                                                                       | 171    | Saint-Paul-lès-Durance    | 13          | 25.03.09          | 28.03.09          | Décret n°2009-332 (J.O. du 28.03.09) |
| CEA                         | Conditionnement et entreposage de substances radioactives | « Diadem » (Marcoule) | 177    | Chusclan                  | 30          |                   | 2021              | Autorisé en 2021 |
| CEA                         | Fabrication de substances radioactives                    | Laboratoire d’études et de fabrication expérimentales de combustibles nucléaires (LEFCA) (Cadarache)                                                                | 123    | Saint-Paul-lès-Durance    | 13          | 23.12.81          | 26.12.81          | |
| CEA                         | Laboratoire de recherche et développement                 | Chicade (Cadarache) | 156    | Saint-Paul-lès-Durance    | 13          | 29.03.93          | 30.03.93          | |
| CEA                         | Laboratoire de recherche et développement                 | Atalante (Marcoule) | 148    | Bagnols-sur-Cèze          | 30          | 19.07.89          | 25.07.89          | Report de mise en service : décret du 22.07.99 (J.O. du 23.07.99) Mise en service : décision n°2007-DC-0050 du 22 juin 2007 et décision no 2009-DC-142 du 16 juin 2009 de l’Autorité de sûreté nucléaire.                                                                |
| CEA                         | Réacteur de recherche                                     | Cabri (Cadarache) | 24     | Saint-Paul-lès-Durance    | 13          | 27.05.64          |                   | Modification : décret du 20.03.06 (J.O. du 21.03.06) |
| CEA                         | Réacteur de recherche                                     | Réacteur Jules Horowitz (RJH) (Cadarache) | 172    | Saint-Paul-lès-Durance    | 13          | 12.10.09          | 14.10.09          | Décret n°2009-1219 (J.O. du 14.10.09) |
| CEA                         | Réception et expédition de matières nucléaires            | Magasin d'entreposage alvéolaire « MAGENTA » (Cadarache) | 169    | Saint-Paul-lès-Durance    | 13          | 25.09.08          | 27.09.08          | Décret n°2008-1004 (J.O. du 27.09.08) |
| CEA                         | Stockage de substances radioactives                       | Installation de stockage provisoire « Pégase » et installation d’entreposage à sec de combustibles nucléaires irradiés « Cascad » (Cadarache)                       | 22     | Saint-Paul-lès-Durance    | 13          | 27.05.64          |                   | Ex-réacteur arrêté le 19.12.75, autorisation d'entreposage par décret 1980 |
| CEA                         | Transformation de substances radioactives                 | Zone de gestion des effluents liquides (Saclay) | 35     | Gif-sur-Yvette            | 91          | 27.05.64          |                   | Modification : décret du 08.01.04 (J.O. du 09.01.04) |
| CEA                         | Transformation de substances radioactives                 | Station de traitement de déchets solides « STD » (Cadarache) | 37-A   | Saint-Paul-lès-Durance    | 13          | 27.05.64          |                   | |
| CEA                         | Utilisation de substances radioactives                    | Laboratoire d’essais sur combustibles irradiés (LECI) (Saclay) | 50     | Gif-sur-Yvette            | 91          | 08.01.68          |                   | Modification : décret du 30.05.00 (J.O. du 03.06.00) |
| CEA                         | Utilisation de substances radioactives                    | Installations d’irradiation POSÉIDON (Saclay) | 77     | Gif-sur-Yvette            | 91          | 07.08.72          | 15.08.72          | |
| CEA                         | Utilisation de substances radioactives                    | Laboratoire d’examens des combustibles actifs (LECA) et station de traitement, d’assainissement et de reconditionnement de combustibles irradiés (STAR) (Cadarache) | 55     | Saint-Paul-lès-Durance    | 13          | 08.01.68          |                   | Modification : décret du 04.09.89 (J.O. du 08.09.89) (création de STAR) |
| Cyclife France (ex Socodei) | Traitement de déchets et effluents radioactifs            | Centre nucléaire de traitement et de conditionnement « Centraco » (Marcoule)                                                                                        | 160    | Bagnols-sur-Cèze          | 30          | 27.08.96          | 31.08.96          | Décret n°96-761 Modification : décret du 09.02.06 (J.O. du 12.02.2006) Modification : décret n°2008-1003 (J.O. du 27.09.08) |
| EDF                         | Conditionnement et entreposage de substances radioactives | Installation de conditionnement et d'entreposage de déchets activés « ICEDA » (Bugey)                                                                               | 173    | Saint-Vulbas              | 01          | 23.04.10          | 25.04.10          | Décret n°2010-402 (J.O du 25.04.10) |
| EDF                         | Entreposage de combustible neuf                           | Magasin interrégional de Chinon | 99     | Avoine                    | 37          | 02.03.78          | 11.03.78          | Modification : décret du 04.06.98 (J.O. du 06.06.98) |
| EDF                         | Entreposage de combustible neuf                           | Magasin interrégional du Bugey | 102    | Saint-Vulbas              | 01          | 15.06.78          | 27.06.78          | Modification : décret du 04.06.98 (J.O. du 06.06.98) |
| EDF                         | Réacteur de puissance à eau pressurisée                   | Belleville (réacteur 1) | 127    | Léré                      | 18          | 15.09.82          | 16.09.82          | |
| EDF                         | Réacteur de puissance à eau pressurisée                   | Belleville (réacteur 2) | 128    | Léré                      | 18          | 15.09.82          | 16.09.82          | Modification du périmètre : décret du 29.11.04 (J.O. du 02.12.04) |
| EDF                         | Réacteur de puissance à eau pressurisée                   | Bugey (réacteurs 2 et 3) | 78     | Saint-Vulbas              | 01          | 20.11.72          | 26.11.72          | Modification du périmètre : décret du 10.12.85 (J.O. du 18.12.85) |
| EDF                         | Réacteur de puissance à eau pressurisée                   | Bugey (réacteurs 4 et 5) | 89     | Saint-Vulbas              | 01          | 27.07.76          | 17.08.76          | Modification du périmètre : décret du 10.12.85 (J.O. du 18.12.85) |
| EDF                         | Réacteur de puissance à eau pressurisée                   | Blayais (réacteurs 1 et 2) | 86     | Saint-Ciers-sur-Gironde   | 33          | 14.06.76          | 19.06.76          | |
| EDF                         | Réacteur de puissance à eau pressurisée                   | Blayais (réacteurs 3 et 4) | 110    | Saint-Ciers-sur-Gironde   | 33          | 05.02.80          | 14.02.80          | |
| EDF                         | Réacteur de puissance à eau pressurisée                   | Cattenom (réacteur 1) | 124    | Cattenom                  | 57          | 24.06.82          | 26.06.82          | |
| EDF                         | Réacteur de puissance à eau pressurisée                   | Cattenom (réacteur 2) | 125    | Cattenom                  | 57          | 24.06.82          | 26.06.82          | |
| EDF                         | Réacteur de puissance à eau pressurisée                   | Cattenom (réacteur 3) | 126    | Cattenom                  | 57          | 24.06.82          | 26.06.82          | |
| EDF                         | Réacteur de puissance à eau pressurisée                   | Cattenom (réacteur 4) | 137    | Cattenom                  | 57          | 29.02.84          | 03.03.84          | |
| EDF                         | Réacteur de puissance à eau pressurisée                   | Chinon B (réacteurs 1 et 2) | 107    | Avoine                    | 37          | 04.12.79          | 08.12.79          | Modification : décret du 21.07.98 (J.O. du 26.07.98) |
| EDF                         | Réacteur de puissance à eau pressurisée                   | Chinon B (réacteurs 3 et 4) | 132    | Avoine                    | 37          | 07.10.82          | 10.10.82          | Modification : décret du 21.07.98 (J.O. du 26.07.98) |
| EDF                         | Réacteur de puissance à eau pressurisée                   | Chooz B (réacteur 1) | 139    | Chooz                     | 08          | 09.10.84          | 13.10.84          | Report de mise en service : décrets du 18.10.1993 (J.O. du 23.10.93) et du 11.06.99 (J.O. du 18.06.99) |
| EDF                         | Réacteur de puissance à eau pressurisée                   | Chooz B (réacteur 2) | 144    | Chooz                     | 08          | 18.02.86          | 25.02.86          | Report de mise en service : décrets du 18.10.93 (J.O. du 23.10.93) et du 11.06.99 (J.O. du 18.06.99) |
| EDF                         | Réacteur de puissance à eau pressurisée                   | Civaux (réacteur 1) | 158    | Civaux                    | 86          | 06.12.93          | 12.12.93          | Report de mise en service : décret du 11.06.99 (J.O. du 18.06.99) |
| EDF                         | Réacteur de puissance à eau pressurisée                   | Civaux (réacteur 2) | 159    | Civaux                    | 86          | 06.12.93          | 12.12.93          | Report de mise en service : décret du 11.06.99 (J.O. du 18.06.99) |
| EDF                         | Réacteur de puissance à eau pressurisée                   | Cruas (réacteurs 1 et 2) | 111    | Cruas                     | 07          | 08.12.80          | 31.12.80          | Modifications du périmètre : décrets du 10.12.85 (J.O. du 18.12.85) et du 29.11.04 (J.O. du 02.12.04) |
| EDF                         | Réacteur de puissance à eau pressurisée                   | Cruas (réacteurs 3 et 4) | 112    | Cruas                     | 07          | 08.12.80          | 31.12.80          | Modification du périmètre : décret du 29.11.04 (J.O. du 02.12.04) |
| EDF                         | Réacteur de puissance à eau pressurisée                   | Dampierre (réacteurs 1 et 2) | 84     | Ouzouer-sur-Loire         | 45          | 14.06.76          | 19.06.76          | |
| EDF                         | Réacteur de puissance à eau pressurisée                   | Dampierre (réacteurs 3 et 4) | 85     | Ouzouer-sur-Loire         | 45          | 14.06.76          | 19.06.76          | |
| EDF                         | Réacteur de puissance à eau pressurisée                   | Flamanville (réacteur 1) | 108    | Flamanville               | 50          | 21.12.79          | 26.12.79          | |
| EDF                         | Réacteur de puissance à eau pressurisée                   | Flamanville (réacteur 2) | 109    | Flamanville               | 50          | 21.12.79          | 26.12.79          | |
| EDF                         | Réacteur de puissance à eau pressurisée                   | Flamanville EPR (réacteur 3) | 167    | Flamanville               | 50          | 10.04.07          | 11.04.07          | Décret n° 2007-534 (J.O. du 11.04.07) |
| EDF                         | Réacteur de puissance à eau pressurisée                   | Golfech (réacteur 1) | 135    | Golfech                   | 82          | 03.03.83          | 06.03.83          | Modification du périmètre : décret du 29.11.04 (J.O. du 02.12.04) |
| EDF                         | Réacteur de puissance à eau pressurisée                   | Golfech (réacteur 2) | 142    | Golfech                   | 82          | 31.07.85          | 07.08.85          | |
| EDF                         | Réacteur de puissance à eau pressurisée                   | Gravelines (réacteurs 1 et 2) | 96     | Gravelines                | 59          | 24.10.77          | 26.10.77          | Modification du périmètre : décret du 29.11.04 (J.O. du 02.12.04) |
| EDF                         | Réacteur de puissance à eau pressurisée                   | Gravelines (réacteurs 3 et 4) | 97     | Gravelines                | 59          | 24.10.77          | 26.10.77          | Modification du périmètre : décret du 29.11.04 (J.O. du 02.12.04) |
| EDF                         | Réacteur de puissance à eau pressurisée                   | Gravelines (réacteurs 5 et 6) | 122    | Gravelines                | 59          | 18.12.81          | 20.12.81          | Modification du périmètre : décret du 10.12.85 (J.O. du 18.12.85) Modification : décret du 02.11.07 (J.O. du 03.11.07) |
| EDF                         | Réacteur de puissance à eau pressurisée                   | Nogent (réacteur 1) | 129    | Nogent-sur-Seine          | 10          | 28.08.82          | 30.09.82          | Modification du périmètre : décret du 10.12.85 (J.O. du 18.12.85) |
| EDF                         | Réacteur de puissance à eau pressurisée                   | Nogent (réacteur 2) | 130    | Nogent-sur-Seine          | 10          | 28.09.82          | 30.09.82          | Modification du périmètre : décret du 10.12.85 (J.O. du 18.12.85) |
| EDF                         | Réacteur de puissance à eau pressurisée                   | Paluel (réacteur 1) | 103    | Cany-Barville             | 76          | 10.11.78          | 14.11.78          | |
| EDF                         | Réacteur de puissance à eau pressurisée                   | Paluel (réacteur 2) | 104    | Cany-Barville             | 76          | 10.11.78          | 14.11.78          | |
| EDF                         | Réacteur de puissance à eau pressurisée                   | Paluel (réacteur 3) | 114    | Cany-Barville             | 76          | 03.04.81          | 05.04.81          | |
| EDF                         | Réacteur de puissance à eau pressurisée                   | Paluel (réacteur 4) | 115    | Cany-Barville             | 76          | 03.04.81          | 05.04.81          | |
| EDF                         | Réacteur de puissance à eau pressurisée                   | Penly (réacteur 1) | 136    | Neuville-lès-Dieppe       | 76          | 23.02.83          | 26.02.83          | |
| EDF                         | Réacteur de puissance à eau pressurisée                   | Penly (réacteur 2) | 140    | Neuville-lès-Dieppe       | 76          | 09.10.84          | 13.10.84          | |
| EDF                         | Réacteur de puissance à eau pressurisée                   | Saint-Alban (réacteur 1) | 119    | Le Péage-de-Roussillon    | 38          | 12.11.81          | 15.11.81          | |
| EDF                         | Réacteur de puissance à eau pressurisée                   | Saint-Alban (réacteur 2) | 120    | Le Péage-de-Roussillon    | 38          | 12.11.81          | 15.11.81          | |
| EDF                         | Réacteur de puissance à eau pressurisée                   | Saint Laurent B (réacteurs 1 et 2) | 100    | La Ferté-Saint-Cyr        | 41          | 08.03.78          | 21.03.78          | |
| EDF                         | Réacteur de puissance à eau pressurisée                   | Tricastin (réacteurs 1 et 2) | 87     | Saint-Paul-Trois-Châteaux | 26          | 02.07.76          | 04.07.76          | Modification du périmètre : décret du 10.12.85 (J.O. du 18.12.85) |
| EDF                         | Réacteur de puissance à eau pressurisée                   | Tricastin (réacteurs 3 et 4) | 88     | Saint-Paul-Trois-Châteaux | 26          | 02.07.76          | 04.07.76          | Modifications du périmètre : décrets du 10.12.85 (J.O. du 18.12.85) et du 29.11.04 (J.O. du 02.12.04) |
| EDF                         | Stockage ou dépôt de substances radioactives              | Atelier pour l’évacuation du combustible « APEC » (Creys-Malville)                                                                                                  | 141    | Creys-Mépieu              | 38          | 24.07.85          | 31.07.85          | Report de mise en service : décret du 28.07.93 (J.O. du 29.07.93) Changement d’exploitant : décret du 30.12.98 (J.O. du 31.12.98) Modification : décret du 20.03.06 (J.O. du 21.03.06)                                                                                   |
| Framatome                   | Fabrication de combustibles                               | Unité de fabrication de combustibles nucléaires « FBFC Romans » | 63-U   | Romans-sur-Isère          | 26          | 02.03.78          | 10.03.78          | Modification par décret du 23 décembre 2021 |
| Ganil                       | Accélérateur de particules                                | Grand accélérateur national d’ions lourds (GANIL) | 113    | Caen                      | 14          | 29.12.80          | 10.01.81          | Modification : décret du 06.06.01 (J.O. du 13.06.01) |
| Institut Laue-Langevin      | Réacteur de recherche                                     | Réacteur à haut flux (RHF) | 67     | Grenoble                  | 38          | 19.06.69 05.12.94 | 22.06.69 06.12.94 | Modification du périmètre : décret du 12.12.88 (J.O. du 16.12.88) |
| ITER                        | Réacteur de recherche                                     | Tokamak ITER (Cadarache) | 174    | Saint-Paul-lès-Durance    | 13          |                   | 2012              | décret n° 2012-1248 du 9 novembre 2012 |
| Ionisos                     | Installation d’ionisation                                 | Installation d’ionisation de Pouzauges | 146    | Pouzauges                 | 85          | 30.01.89          | 31.01.89          | Changement d’exploitant : décret du 23.10.95 (J.O. du 28.10.95) |
| Ionisos                     | Installation d’ionisation                                 | Installation d’ionisation de Sablé-sur-sarthe | 154    | Sablé-sur-Sarthe          | 72          | 01.04.92          | 04.04.92          | Changement d’exploitant : décret du 23.10.95 (J.O. du 28.10.95) |
| Ionisos                     | Installation d’ionisation                                 | Installation d’ionisation de Dagneux | 68     | Dagneux                   | 01          | 20.07.71          | 25.07.71          | Augmentation de l’activité maximale de la source d’ionisation : décret du 15.06.78 (J.O. du 27.06.78) Changement d’exploitant : décret du 23.10.95 (J.O. du 28.10.95) |
| Isotron France S.A.S        | Installation d'ionisation                                 | Installation d’ionisation « Gammaster » | 147    | Marseille                 | 13          | 30.01.89          | 31.01.89          | |
| Isotron France S.A.S        | Installation d’ionisation                                 | Installation « Gammatec » d'ionisation de matériaux, produits et matériels, à des fins industrielles ou de recherche et de développement                            | 170    | Chusclan                  | 30          | 25.09.08          | 27.09.08          | Décret n°2008-1005 (J.O. du 27.09.08) |
| Orano Recyclage             | Fabrication de substances radioactives                    | Usine de fabrication de combustibles nucléaires « Melox » (Marcoule)                                                                                                | 151    | Chusclan                  | 30          | 21.05.90          | 22.05.90          | Modifications : décrets du 30.07.99 (J.O. du 31.07.99), du 03.09.03 (J.O. du 04.09.03), du 04.10.04 (J.O. du 05.10.04) et du 26.04.07 (J.O. du 27.04.07) 03.09.10 (JO du 05.09.10) Changement d’exploitant (MELOX SA) : décret n°2010-1052 du 03.09.10 (JO du 05.09.10). |
| Orano Recyclage             | Transformation de substances radioactives                 | Usine de traitement d’éléments combustibles irradiés provenant des réacteurs nucléaires à eau ordinaire « UP3-A » (La Hague)                                        | 116    | La Hague                  | 50          | 12.05.81          | 16.05.81          | Report de mise en service : décret du 28.03.89 (J.O. du 07.04.89) Modification : décrets du 18.01.93 (J.O. du 24.01.93) et du 10.01.03 (J.O. du 11.01.03) Modification du périmètre : décret du 10.01.03 (J.O. du 11.01.03)                                              |
| Orano Recyclage             | Transformation de substances radioactives                 | Usine de traitement d’éléments combustibles irradiés provenant des réacteurs nucléaires à eau ordinaire « UP2-800 » (La Hague)                                      | 117    | La Hague                  | 50          | 12.05.81          | 16.05.81          | Report de mise en service : décret du 28.03.89 (J.O. du 07.04.89) Modifications : décret du 18.01.93 (J.O. du 24.01.93) et du 10.01.03 (J.O. du 11.01.03) Modification du périmètre : décret du 10.01.03 (J.O. du 11.01.03)                                              |
| Orano Recyclage             | Transformation de substances radioactives                 | Station de traitement des effluents liquides et des déchets solides « STE3 » (La Hague)                                                                             | 118    | La Hague                  | 50          | 12.05.81          | 16.05.81          | Report de mise en service : décret du 27.04.88 (J.O. du 03.05.88) Modification : décret du 10.01.03 - Modification du périmètre : décret du 10.01.03 (J.O. du 11.01.03)                                                                                                  |
| Orano Chimie-Enrichissement | Entreposage confiné de résidus issus de la conversion     | « ECRIN » (Malvési) | 175    | Narbonne                  | 11          | 23.12.2010        | 20.07.2015        | Décret du 20 juillet 2015 « autorisant AREVA NC à créer et exploiter une installation nucléaire de base dénommée ECRIN » |
| Orano Chimie-Enrichissement | Entreposage de substances radioactives                    | « FLEUR » (Tricastin) | 180    | Pierrelatte               | 26          |                   | 2023              | |
| Orano Chimie-Enrichissement | Laboratoire de recherche et développement                 | Laboratoire d’analyse « Atlas » (Tricastin) | 176    | Pierrelatte               | 26          |                   | 2017              | |
| Orano Chimie-Enrichissement | Transformation de substances radioactives                 | Parcs uranifères du Tricastin (Tricastin) | 178    | Pierrelatte               | 26          |                   | 2016              | |
| Orano Chimie-Enrichissement | Transformation de substances radioactives                 | « P35 » (Tricastin) | 179    | Pierrelatte               | 26          |                   | 2018              | |
| Orano Chimie-Enrichissement | Transformation de substances radioactives                 | « TU 5 » (Tricastin) | 155    | Pierrelatte               | 26          | 07.07.92          | 11.07.92          | Modification : décret du 15.09.94 (J.O. du 24.09.94) |
| Socatri (filiale d'Orano)   | Usine                                                     | Installation d’assainissement et de récupération de l’uranium « IARU » (Tricastin)                                                                                  | 138    | Saint-Paul-Trois-Châteaux | 26          | 22.06.84          | 30.06.84          | Modifications : décrets du 29.11.93 (J.O. du 07.12.93) et du 10.06.03 (J.O. du 17.06.03) |
| SET (filiale d'Orano)       | Transformation de substances radioactives                 | Usine Georges-Besse II de séparation des isotopes de l’uranium par centrifugation                                                                                   | 168    | Pierrelatte               | 26          | 27.04.07          | 29.04.07          | Décret n°2007-631 (J.O. du 29.04.07) |

### Installations en cours de démantèlement
| Exploitant | Nature de l’installation                                            | Dénomination de l’installation | N° INB | Commune d'implantation    | Département | Déclarée le                                                              | A l'arrêt définitif | Observations                                           |
| ---------- | ------------------------------------------------------------------- | --- | ------ | ------------------------- | ----------- | ------------------------------------------------------------------------ | ------------------- | ------------------------------------------------------ |
| CEA        | Entreposage de substances radioactives                              | Magasin central des matières fissiles « MCMF » (Cadarache)                                                                                    | 53     | Saint-Paul-lès-Durance    | 13          | 08.01.68                                                                 | 2017                | Démantèlement en cours, décret 2024                    |
| CEA        | Fabrication de substances radioactives                              | Atelier d’uranium enrichi « ATUE » (Cadarache)                                                                                                | 52     | Saint-Paul-lès-Durance    | 13          | 08.01.68                                                                 | 1997                | Démantèlement en cours, décret 2017                    |
| CEA        | Fabrication ou transformation de substances radioactives            | Atelier de technologie du plutonium « ATPU » (Cadarache)                                                                                      | 32     | Saint-Paul-lès-Durance    | 13          | 27.05.64                                                                 | 2003                | Démantèlement en cours, décret 2009                    |
| CEA        | Réacteur de recherche                                               | Eole/Minerve (Cadarache) | 42-U   | Saint-Paul-lès-Durance    | 13          | 2023                                                                     | 2024                | Démantèlement en cours, décret 2024                    |
| CEA        | Réacteur de recherche                                               | Masurca (Cadarache) | 39     | Saint-Paul-lès-Durance    | 13          | 14.12.66                                                                 | 2018                | Mise à l'arrêt définitif en 2018                       |
| CEA        | Réacteur de recherche                                               | Phébus (Cadarache) | 92     | Saint-Paul-lès-Durance    | 13          | 05.07.77                                                                 | 2017                | Démantèlement en cours, décret 2024                    |
| CEA        | Réacteur de recherche                                               | Rapsodie (Cadarache) | 25     | Saint-Paul-lès-Durance    | 13          | 27.05.64                                                                 | 1983                | Démantèlement en cours, décret 2021                    |
| CEA        | Réacteur de recherche                                               | Centrale Phénix (Marcoule) | 71     | Bagnols-sur-Cèze          | 30          | 31.12.69                                                                 | 2009                | Démantèlement en cours, décret 2016                    |
| CEA        | Réacteur de recherche                                               | Osiris-Isis (Saclay) | 40     | Gif-sur-Yvette            | 91          | 08.06.65                                                                 | 2015                | Mise à l'arrêt définitif en 2015                       |
| CEA        | Réacteur de recherche                                               | Orphée (Saclay) | 101    | Gif-sur-Yvette            | 91          | 08.03.78                                                                 | 2019                | Mise à l'arrêt définitif en 2019                       |
| CEA        | Recherche en démantèlement                                          | « Procédé » (Fontenay-aux-Roses) | 165    | Fontenay-aux-Roses        | 92          | 30.06.06                                                                 | 2006                | Démantèlement en cours, décret 2006                    |
| CEA        | Stockage ou dépôt de substances radioactives                        | Parc d’entreposage des déchets radioactifs (Cadarache)                                                                                        | 56     | Saint-Paul-lès-Durance    | 13          | 08.01.68                                                                 | 2023                | Mise à l'arrêt définitif en 2023                       |
| CEA        | Stockage ou dépôt de substances radioactives                        | Zone de gestion de déchets radioactifs solides « ZGDS » (Saclay)                                                                              | 72     | Gif-sur-Yvette            | 91          | 14.06.71                                                                 | 2022                | Mise à l'arrêt définitif en 2022                       |
| CEA        | Traitement d'effluents                                              | Station de traitement des effluents « STE » (Cadarache)                                                                                       | 37-B   | Saint-Paul-lès-Durance    | 13          | 2015                                                                     | 2016                | Mise à l'arrêt définitif en 2016                       |
| CEA        | Traitement d'effluents et d'entreposage de déchets en démantèlement | « Support » (Fontenay-aux-Roses) | 166    | Fontenay-aux-Roses        | 92          | 30.06.06                                                                 | 2006                | Démantèlement en cours, décret 2006                    |
| CEA        | Transformation de substances radioactives                           | Laboratoire de purification chimique « LPC » (Cadarache)                                                                                      | 54     | Saint-Paul-lès-Durance    | 13          | 08.01.68                                                                 | 2003                | Démantèlement en cours, décret 2009                    |
| CEA        | Utilisation de substances radioactives                              | Laboratoire de haute activité « LHA »(Saclay)                                                                                                 | 49     | Gif-sur-Yvette            | 91          | 08.01.68                                                                 | 2008                | Démantèlement en cours, décret 2008                    |
| EDF        | Maintenance nucléaire                                               | Base chaude opérationnelle du Tricastin « BCOT »                                                                                              | 157    | Bollène                   | 84          | 29.11.93                                                                 | 2020                | Démantèlement en cours, décret 2023                    |
| EDF        | Réacteur de puissance graphite/gaz                                  | Centrale nucléaire du Bugey (réacteur 1) | 45     | Saint-Vulbas              | 01          | 22.11.68                                                                 | 1994                | Mise à l'arrêt définitif et démantèlement, décret 2008 |
| EDF        | Réacteur de puissance graphite/gaz                                  | Chinon A1-D | 133    | Avoine                    | 37          | 11.10.82                                                                 | 1973                | Mise à l'arrêt définitif et démantèlement, décret 1982 |
| EDF        | Réacteur de puissance graphite/gaz                                  | Chinon A2-D | 153    | Avoine                    | 37          | 07.02.91                                                                 | 1985                | Mise à l'arrêt définitif et démantèlement, décret 1991 |
| EDF        | Réacteur de puissance graphite/gaz                                  | Chinon A3-D | 161    | Avoine                    | 37          | 27.08.96                                                                 | 1990                | Démantèlement en cours, décret 2010                    |
| EDF        | Réacteur de puissance graphite/gaz                                  | Centrale nucléaire de Saint-Laurent A (réacteurs 1 et 2)                                                                                      | 46     | La Ferté-Saint-Cyr        | 41          | 22.11.68                                                                 | 1990 A1 1992 A2     | Démantèlement en cours, décret 2010                    |
| EDF        | Réacteur de puissance à eau pressurisée                             | Fessenheim (réacteurs 1 et 2) | 75     | Fessenheim                | 68          | 03.02.72                                                                 | 2020                | Mise à l'arrêt définitif, décret 2020                  |
| EDF        | Réacteur de puissance à neutrons rapides                            | Superphénix (Creys-Malville) | 91     | Creys-Mépieu              | 38          | 12.05.77                                                                 | 1998                | Démantèlement en cours, décret 2009                    |
| EDF        | Stockage ou dépôt de substances radioactives                        | Centrale nucléaire des Ardennes CNA-D | 163    | Chooz                     | 08          | 19.03.99                                                                 | 2007                | Démantèlement en cours, décret 2007                    |
| EDF        | Stockage ou dépôt de substances radioactives                        | Centrale des Monts d'Arrée EL4-D Brennilis | 162    | Huelgoat                  | 29          | 31.10.96                                                                 | 2011                | Démantèlement en cours, décret 2023                    |
| EDF        | Stockage ou dépôt de substances radioactives                        | Entreposage de « chemises graphite » irradiées (Saint Laurent)                                                                                | 74     | La Ferté-Saint-Cyr        | 41          | 14.06.71                                                                 | 2022                | Mise à l'arrêt définitif 2022                          |
| EDF        | Utilisation de substances radioactives                              | Atelier des matériaux irradiés « AMI » (Chinon)                                                                                               | 94     | Avoine                    | 37          | 29.01.64                                                                 | 2015                | Démantèlement en cours, décret 2020                    |
| Orano      | Transformation de substances radioactives                           | Usine de traitement des combustibles irradiés « UP2 » (La Hague)                                                                              | 33     | La Hague                  | 50          | 27.05.64                                                                 | 2004                | Démantèlement partiel en cours, décret 2022            |
| Orano      | Transformation de substances radioactives                           | Station de traitement des effluents et déchets solides « STE2 » et Atelier de traitement des combustibles nucléaires oxyde « AT1 » (La Hague) | 38     | La Hague                  | 50          | 27.05.64                                                                 | 2004                | Démantèlement partiel en cours, décret 2022            |
| Orano      | Transformation de substances radioactives                           | Atelier « ELAN IIB » (La Hague) | 47     | La Hague                  | 50          | 03.11.67                                                                 | 2013                | Démantèlement en cours, décret 2013                    |
| Orano      | Transformation de substances radioactives                           | Atelier haute activité oxyde « HAO » (La Hague)                                                                                               | 80     | La Hague                  | 50          | 17.01.74                                                                 | 2004                | Démantèlement en cours, décret 2009                    |
| Orano      | Transformation de substances radioactives                           | Usine de préparation d’hexafluorure d’uranium « Comurhex » (Tricastin)                                                                        | 105    | Saint-Paul-Trois-Châteaux | 26          | Classée secrète jusqu’au 31.12.78 (décision de déclassement du 10.07.78) | 2009                | Démantèlement en cours, décret 2019                    |
| Orano      | Transformation de substances radioactives                           | Usine Georges-Besse de séparation des isotopes de l’uranium par diffusion gazeuse « Eurodif » (Tricastin)                                     | 93     | Pierrelatte               | 26          | 08.09.77                                                                 | 2012                | Démantèlement partiel en cours, décret 2020            |

## Installations déclassées et anciens numéros d'INB
Fin 2024, vingt-six installations sont complètement démantelées ou « déclassées ». Ces installations n'apparaissent plus dans la liste des INB, du fait qu'elles ont été complètement éliminées ou qu'elles ont été renumérotées et renommées à la suite d'une réévaluation de leur fonction (conversion en lieu de stockage ou intégration dans une INB plus globale).
| N° ex INB | Type d'installation                | Installation                             | Site (exploitant)            | Mise en service                   | Arrêt définitif | Retrait liste | Etat actuel                            |
| --------- | ---------------------------------- | ---------------------------------------- | ---------------------------- | --------------------------------- | --------------- | ------------- | -------------------------------------- |
| 1 à 3     | Réacteur de production             | Chooz A                                  | Chooz (EDF)                  | 1967                              | 1991            | 2007          | Converti en INB163 CNA-D               |
| 5         | Réacteur de production             | Chinon A1                                | Chinon (EDF)                 | 1963                              | 1973            | 1982          | Converti en INB133 Chinon A1-D (musée) |
| 6         | Réacteur de production             | Chinon A2                                | Chinon (EDF)                 | 1965                              | 1985            | 1991          | Converti en INB153 Chinon A2-D         |
| 7         | Réacteur de production             | Chinon A3                                | Chinon (EDF)                 | 1966                              | 1990            | 1996          | Converti en INB161 Chinon A3-D         |
| 10        | Réacteur de recherche              | Néréide                                  | Fontenay-aux-Roses (CEA)     | 1960                              | 1981            | 1987          | Démantelé                              |
| 10        | Réacteur de recherche              | Triton                                   | Fontenay-aux-Roses (CEA)     | 1959                              | 1982            | 1987          | Démantelé                              |
| 11        | Réacteur de recherche              | Zoé (EL1)                                | Fontenay-aux-Roses (CEA)     | 1948                              | 1975            | 1978          | Déclassé en ICPE, confiné (musée)      |
| 12        | Réacteur de recherche              | Minerve                                  | Fontenay-aux-Roses (CEA)     | 1959                              | 1976            | 1977          | Converti en INB95, déplacé à Cadarache |
| 13        | Réacteur de recherche              | EL2                                      | Saclay (CEA)                 | 1952                              | 1965            | avant 2006    | Déclassé en ICPE, confiné              |
| 14        | Réacteur de recherche              | EL3                                      | Saclay (CEA)                 | 1957                              | 1979            | 1988          | Déclassé en ICPE, confiné              |
| 18        | Réacteur de recherche              | Ulysse                                   | Saclay (CEA)                 | 1967                              | 2007            | 2022          | Démantelé                              |
| 19        | Réacteur de recherche              | Mélusine                                 | Grenoble (CEA)               | 1958                              | 1988            | 2011          | Démantelé                              |
| 20        | Réacteur de recherche              | Siloé                                    | Grenoble (CEA)               | 1963                              | 2005            | 2015          | Démantelé                              |
| 21        | Réacteur de recherche              | Siloette                                 | Grenoble (CEA)               | 1964                              | 2002            | 2007          | Démantelé                              |
| 23        | Réacteur de recherche              | Peggy                                    | Cadarache (CEA)              | 1961                              | 1975            | 1976          | Démantelé                              |
| 26        | Réacteur de recherche              | César                                    | Cadarache (CEA)              | 1964                              | 1974            | 1978          | Démantelé                              |
| 27        | Réacteur de recherche              | Marius                                   | Cadarache (CEA)              | 1960 à Marcoule, 1964 à Cadarache | 1983            | 1987          | Démantelé                              |
| 28        | Réacteur de production             | EL4-Brennelis                            | Brennelis (EDF)              | 1966                              | 1985            | 1996          | Converti en INB162 EL4-D               |
| 30        | Traitement de minerais             | Usine du Bouchet                         | Vert-le-Petit (CEA)          | 1953                              | 1970            | Avant 2006    | Démantelé                              |
| 31        | Traitement de minerais             | Usine de Gueugnon                        | Gueugnon (CEA)               | 1965                              | 1980            | Avant 2006    | Démantelé                              |
| 34        | Traitement de déchets              | STED FaR                                 | Fontenay-aux-Roses (CEA)     | Avant 1964                        | 2006            | 2006          | Intégré à INB166 FAR-Support           |
| 36        | Traitement de déchets              | STED Ceng                                | Grenoble                     | 1964                              | 2008            | 2023          | Démantelé                              |
| 37        | Traitement de déchets              | STED Cad                                 | Cadarache (CEA)              | 1964                              | 2015            | 2015          | Converti en INB37-A et 37-B            |
| 41        | Réacteur de recherche              | Harmonie                                 | Cadarache (CEA)              | 1965                              | 1996            | 2009          | Démantelé                              |
| 42        | Réacteur de recherche              | Eole                                     | Cadarache (CEA)              | 1965                              | 2017            | 2023          | Converti en INB42-U                    |
| 43        | Accélérateur de particules         | ALI                                      | Saclay (CEA)                 | 1958                              | 1996            | 2006          | Démantelé                              |
| 44        | Réacteur de recherche              | Réacteur universitaire de Strasbourg     | (Université Strasbourg-I)    | 1967                              | 1997            | 2012          | Démantelé                              |
| 48        | Accélérateur de particules         | Saturne                                  | Saclay (CEA)                 | 1966                              | 1997            | 2005          | Démantelé                              |
| 57        | Pilote de retraitement             | Attila                                   | Fontenay-aux-Roses (CEA)     | 1968                              | 1975            | 2006          | Intégré à INB165 FAR-Procédé           |
| 57        | Laboratoire de chimie du plutonium | LCPu                                     | Fontenay-aux-Roses (CEA)     | 1966                              | 1995            | 2006          | Intégré à INB165 FAR-Procédé           |
| 58        | Métallurgie du plutonium           | BAT 19                                   | Fontenay-aux-Roses (CEA)     | 1968                              | 1984            | 1984          | Démantelé                              |
| 59        | Radio‑métallurgie                  | RM2                                      | Fontenay-aux-Roses (CEA)     | 1968                              | 1982            | 2006          | Intégré à INB165 FAR-Procédé           |
| 60        | Analyse de combustibles            | LCAC                                     | Presqu'île de Grenoble (CEA) | 1975                              | 1984            | 1997          | Démantelé                              |
| 61        | Laboratoire                        | LAMA                                     | Presqu'île de Grenoble (CEA) | 1968                              | 2002            | 2017          | Démantelé                              |
| 63        | Fabrication de combustibles        | Usine CERCA                              | Romans-sur-Isère (Framatome) | 1967                              | 2015            | 2021          | Intégré à INB63-U FBFC Romans          |
| 65 et 90  | Fabrication de combustibles        | SICN                                     | Veurey-Voroize (Areva NC)    | 1963                              | 2000            | 2019          | Démantelé                              |
| 73        | Entreposage de déchets             | STEDs FaR                                | Fontenay-aux-Roses (CEA)     | 1971                              | 2006            | 2006          | Intégré à INB166 FAR-Support           |
| 79        | Entreposage de déchets             | Entreposage de déchets de haute activité | Grenoble                     | 1972                              | 2008            | 2023          | Démantelé                              |
| 81        | Fabrication de combustibles        | ARAC                                     | Saclay (CEA)                 | 1981                              | 1995            | 1999          | Démantelé                              |
| 95        | Réacteur de recherche              | Minerve                                  | Cadarache (CEA)              | 1977                              | 2017            | 2023          | Intégré à INB42-U                      |
| 98        | Fabrication de combustibles        | Usine FBFC Romans                        | Romans-sur-Isère (Framatome) | 1978                              |                 | 2021          | Intégré à INB63-U FBFC Romans          |
| 106       | Accélérateur de particules         | LURE                                     | Bures-sur-Yvette (CNRS)      | 1956                              | 2008            | 2015          | Démantelé                              |
| 121       | Irradiateur                        | IRCA                                     | Cadarache (CEA)              | 1983                              | 1996            | 2006          | Démantelé                              |
| 131       | Fabrication de combustibles        | Usine FBFC Pierrelatte                   | Tricastin (Areva NC)         | 1990                              | 1998            | 2003          | Démantelé                              |
| 134       | Entreposage de matières uranifères | Magasin d’uranium                        | Miramas (Areva NC)           | 1964                              | 2004            | 2007          | Démantelé                              |
| 143       | Maintenance nucléaire              | Atelier Somanu                           | Maubeuge (Framatome)         | 1985                              | 2018            | 2018          | Déclassé en ICPE                       |
| 152       | Ionisateur                         | SNCS                                     | Osmanville (SNCS)            | 1983                              | 1995            | 2002          | Démantelé                              |